# Charles Lebouc

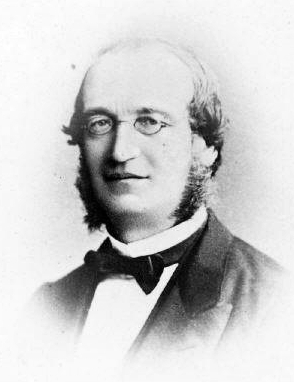
Charles Lebouc

Charles-Joseph Lebouc (* 22. Dezember 1822 in Besançon; † 6. März 1893 in Hyères) war ein französischer Cellist.

## Leben
Lebouc studierte am Conservatoire de Paris, wo er 1842 als Schüler von Auguste-Joseph Franchomme den ersten Preis im Fach Cello und 1844 als Schüler von Fromental Halévy den ersten Preis in Harmonielehre erhielt. Von 1844 bis 1848 war er Cellist im Orchester der Pariser Oper, danach war er bis 1884 Mitglied der Societé des Concerts de Conservatoire.
Daneben war Lebouc Professor für Violoncello am Conservatoire de Paris. Als Kammermusiker organisierte er in seinem Salon Konzerte (Soirées de Musique Classique), an denen Musiker wie der Pianist Louis Diémer und der Geiger Antoine-Barthélémy Taudou teilnahmen und bei denen Werke beispielsweise von Franz Schubert und Anton Reicha aufgeführt wurden. Er gründete einen Freundeskreis des Komponisten George Onslow, der ihm sein Streichquartett op. 75 widmete. Anlässlich eines Karnevalskonzertes von Lebouc wurde 1886 Saint-Saëns’ Karneval der Tiere uraufgeführt.

## Werke
Lebouc komponierte einige kammermusikalische Werke, darunter Stücke für Cello und Klavier und Streichquartette. Außerdem verfasste er eine Celloschule (Méthode complète et pratique de Violoncelle).
| Personendaten    | Personendaten                               |
| ---------------- | ------------------------------------------- |
| NAME             | Lebouc, Charles                             |
| ALTERNATIVNAMEN  | Lebouc, Charles-Joseph (vollständiger Name) |
| KURZBESCHREIBUNG | französischer Cellist                       |
| GEBURTSDATUM     | 22. Dezember 1822                           |
| GEBURTSORT       | Besançon                                    |
| STERBEDATUM      | 6. März 1893                                |
| STERBEORT        | Hyères                                      |